# Перцев, Александр Владимирович
Александр Владимирович Перцев (6 августа 1954, Нижний Тагил — 21 января 2025, Екатеринбург) — советский и российский философ, специалист в области философской антропологии и истории философии. Доктор философских наук (1992), декан (1995—2014) философского факультета Уральского государственного университета (затем УрФУ). Проректор УрГУ по работе с территориями и довузовской подготовке. Вице-президент Российского философского общества (с 1999). Почётный профессор Уральского университета (2016).

## Биография
Окончил с золотой медалью школу № 32. В 1976 году окончил Уральский государственный университет по специальности «Философия». После окончания начал педагогическую деятельность на кафедре истории философии УрГУ.
В 1981 году в УрГУ защитил диссертацию на соискание учёной степени кандидата философских наук «Противоположность диалектико-материалистических и философско-антропологических принципов социального познания» (научный руководитель — К. Н. Любутин). В 1992 году защитил диссертацию на соискание учёной степени доктора философских наук по теме «Пролетарский позитивизм: политическое инобытие философии». В 1988 году Государственным комитетом СССР по народному образованию было присвоено учёное звание доцента (по кафедре истории философии), а в 1998 году ВАК — учёное звание профессора (по кафедре истории философии).
В 1984—1985 годах десять месяцев стажировался в Институте философии Венского университета (научный руководитель — профессор Г. Пёльтнер).
В 1995 году избран деканом философского факультета Уральского государственного университета, также работал проректором университета по работе с территориями и довузовской подготовке.
С 1999 года являлся вице-президентом Российского философского общества. Также в 1999 году был исполнительным директором Второго Всероссийского философского конгресса (Екатеринбург).
На философском факультете УрГУ читал курсы:
- «Современная западная философия»;
- «История антропологических учений»;
- «Антропологизм как мировоззрение»;
- «Актуальные проблемы историко-философской науки».

Скончался 21 января 2025 года в Екатеринбурге в возрасте 70 лет. Урна с прахом захоронена на аллее урновых захоронений Сибирского кладбища.

### Монографии
- Австромарксизм, позитивизм и рабочее движение — Свердловск, 1990 (в соавт. с Д. А. Мироновым).
- Типы методологии историко-философского исследования. — Свердловск: Издательство УрГУ, 1991.
- Западная философия: итоги тысячелетия. — Екатеринбург; Бишкек, 1997.
- Жизненные стратегии толерантности в России и на Западе. — Екатеринбург: Издательство УрГУ, 2002.
- Сова Минервы над муравейником. Очерки жизненной философии. — Екатеринбург: Издательство УрГУ, 2003 (в соавт. с Е. С. Черепановой).
- Душа в дебрях технологий. — М.: Академический проект; Деловая книга, 2004. — 224 с. — ISBN 5-8291-0272-2, ISBN 5-88687-159-4.
- Почему Европа не Россия. Как был придуман капитализм. — М.: Академический проект, 2005. — 384 с. — ISBN 5-8291-0577-2.
- Фридрих Ницше у себя дома. — СПб.: Владимир Даль, 2009. — 480 с. — ISBN 978-5-93615-085-2.

### Переводы
- Ясперс К. «Ницше и христианство» (в сокращении) // Сумма философий. — Екатеринбург: Издательство УрГУ, 1993.
- Ясперс К. «Будда» // Культуры в диалоге: Грани духовности. Ч.1. Дух — пастырь человека. — Екатеринбург: Издательство УрГУ, 1994.
- Ясперс К. Философская автобиография. — Екатеринбург: Деловая книга; Бишкек: Одиссей, 1997.
- Брюнинг В.[нем.] Философская антропология. — Екатеринбург: Деловая книга; Бишкек: Одиссей, 1997.
- Слотердайк П. Критика цинического разума. — Екатеринбург: Издательство УрГУ, 2001.